# Mezei Pál
Mezei Pál (Magyaregres, 1815. szeptember 22. – Csököly, 1883. június 15.) református lelkész.

## Életútja
Középiskoláit Csurgón és Debrecenben, a teológiát a bécsi protestáns intézetben végezte. 1837-től Nagybajomban (Somogy m.) segédlelkész volt; 1842-ben ugyanott apja helyére megválasztották rendes lelkésznek, 1859-ben pedig Csökölybe (Somogy m.) ment papnak. 1848-tól 1867-ig lelkészvizsgáló cenzor, 1854-tól 1867-ig egyszersmind egyházmegyei tanácsbíró és 1867-től 1879-ig esperes volt. 1879-ben hivataláról lemondott.

## Munkája
- Gyászbeszéd néhai nádasdi Sárközy Albert felett a háznál a koporsó mellett febr. 23. 1860. Pápa, 1860. (Gyász hangok cz. munkában Kacsó Lajos gyászbeszédével együtt).